# Чижек, Томаш
То́маш Чи́жек (чеш. Tomáš Čížek; 27 ноября 1978 года, Дечин, Чехословакия) — чешский футболист, полузащитник клуба «Богемианс Прага 1905».

## Карьера
В Чехии выступал за клубы «Яблонец 97» и «Спарта» (Прага). В составе «Спарты» принимал участие в Лиге чемпионов УЕФА 2002/03.
В середине сезона 2002/03 сразу пять футболистов «Спарты» решили продолжить свою карьеру в российской Премьер-лиге. В их числе оказался и Томаш Чижек, со своим одноклубником Иржи Новотным перешедший в клуб-новичок Премьер-лиги «Рубин» (Казань). В год своего дебюта казанский клуб сразу же завоевал бронзовые медали чемпионата России, и чешские легионеры в его составе сыграли весьма заметную роль. Всего в «Рубине» Чижек выступал на протяжении трёх лет; после завершения сезона 2005 года игрок получил приглашение от клуба «Москва». В ноябре 2005 года чешский футболист заключил с «горожанами» трёхлетний контракт.
После завершения контракта с «Москвой» в конце 2008 года Чижек уехал в Чехию, где подписал контракт с клубом «Баумит Яблонец». В чемпионате Чехии он сыграл за свой клуб в двух матчах, в каждом из которых забил по мячу. В начале марта 2009 года Чижек сообщил о своём возвращении в Россию и готовности подписать контракт с владикавказской «Аланией», выступающей в Первом дивизионе. По договорённости с президентом клуба «Баумит» при поступлении хорошего предложения из-за рубежа, тот не стал чинить препятствий игроку. Однако 29 сентября 2009 года Чижек был отчислен из клуба в связи с несоответствием его требованиям. В тот же день Томаш подписал новое соглашение с чешским «Баумитом». Всего за владикавказский клуб Чижек провёл 29 матчей, в которых забил 6 мячей.
В декабре 2009 года перешёл в «Сибирь», которая по итогам сезона 2009, вместе с «Анжи» завоевала право выступать в Премьер-лиге.
В июне 2015 года перешёл в клуб «Богемианс 1905» в качестве свободного агента.

## Достижения
«Рубин» (Казань, Россия)
- Бронзовый призёр Чемпионата России: 2003
- Финалист Кубка России: 2007, 2010

«Спарта» (Прага, Чехия)
- Чемпион Чехии: 2002/03

«Баумит» (Яблонец, Чехия)
- Обладатель Кубка Чехии: 2012/13
- Обладатель Суперкубка Чехии: 2013